# Super Mario Land 2: 6 Golden Coins
Super Mario Land 2: 6 Golden Coins (スーパーマリオランド2 6つの金貨, Sūpā Mario Rando Tsū Muttsu no Kinka) és un videojoc de plataformes desenvolupat i publicat per Nintendo per a la Game Boy el 1992 (1993 a Europa). En aquesta seqüela a Super Mario Land, en Mario ha de derrotar el rival Wario ja que s'ha apropiat de la seva illa personal, Mario Land. El joc inclou 32 nivells repartits en sis zones, cadascuna d'elles amb un cap que ha de ser derrotat per obtenir una de les sis Golden Coins necessàries per entrar al castell d'en Wario.
El joc es distancia de la simplicitat que caracteritzen Super Mario Bros. i Super Mario Land i recupera alguns elements de Super Mario Bros. 3 i de Super Mario World, com per exemple una major complexitat en quant a gràfics i nivells, on s'hi pot desplaçar d'esquerra a dreta i inclús de dalt a baix, sortides alternatives, un mapa que permet entrar als nivells més d'un cop, punts de "meitat de nivell" i desar partides. També fa tornar el poder de la Flor de Foc (en detriment de la Flor Superbola de Super Mario Land) i de l'Estrella invencible, i afegeix l'ítem de la pastanaga que transforma en Mario Conill i permet saltar més amunt i mantenir-se flotant en l'aire temporalment.
La idea durant el desenvolupament inicial era crear un joc que es distanciés de la fórmula habitual seguida fins ara amb els jocs Super Mario, però al final es va optar per inspirar-se en Super Mario World ja que ja no semblava un joc de Mario, però mantenint l'objectiu d'en Mario de recuperar la seva illa (en comptes de salvar la princesa). La idea d'un antagonista vestit de forma similar a en Mario com en Wario va venir del director Hiroji Kiyotake, qui havia treballat en altres jocs de la Game Boy com Dr. Mario i Metroid II: Return of Samus en el departament R&D1, i es va inspirar en com se sentia l'equip treballant en un joc de Super Mario (el primer fou Super Mario Land) al qual no sentien cap afecte ja que els jocs anteriors foren creats pel grup de Nintendo EAD dirigit per Shigeru Miyamoto, que estava ocupat amb altres jocs com Super Mario Kart o Wave Race.
Super Mario Land 2: 6 Golden Coins va vendre 11,18 milions de còpies, esdevenint el cinquè joc més ben venut de la Game Boy. El seu èxit va provocar que en Wario esdevingués un personatge recurrent en la franquícia Mario, i una seqüela protagonitzada per ell, Wario Land: Super Mario Land 3. El joc va sortir en format digital el 2011 a la Consola Virtual de Nintendo 3DS i el 2023 per al servei per subscripció Nintendo Switch Online.